# Ji Ophiuchi

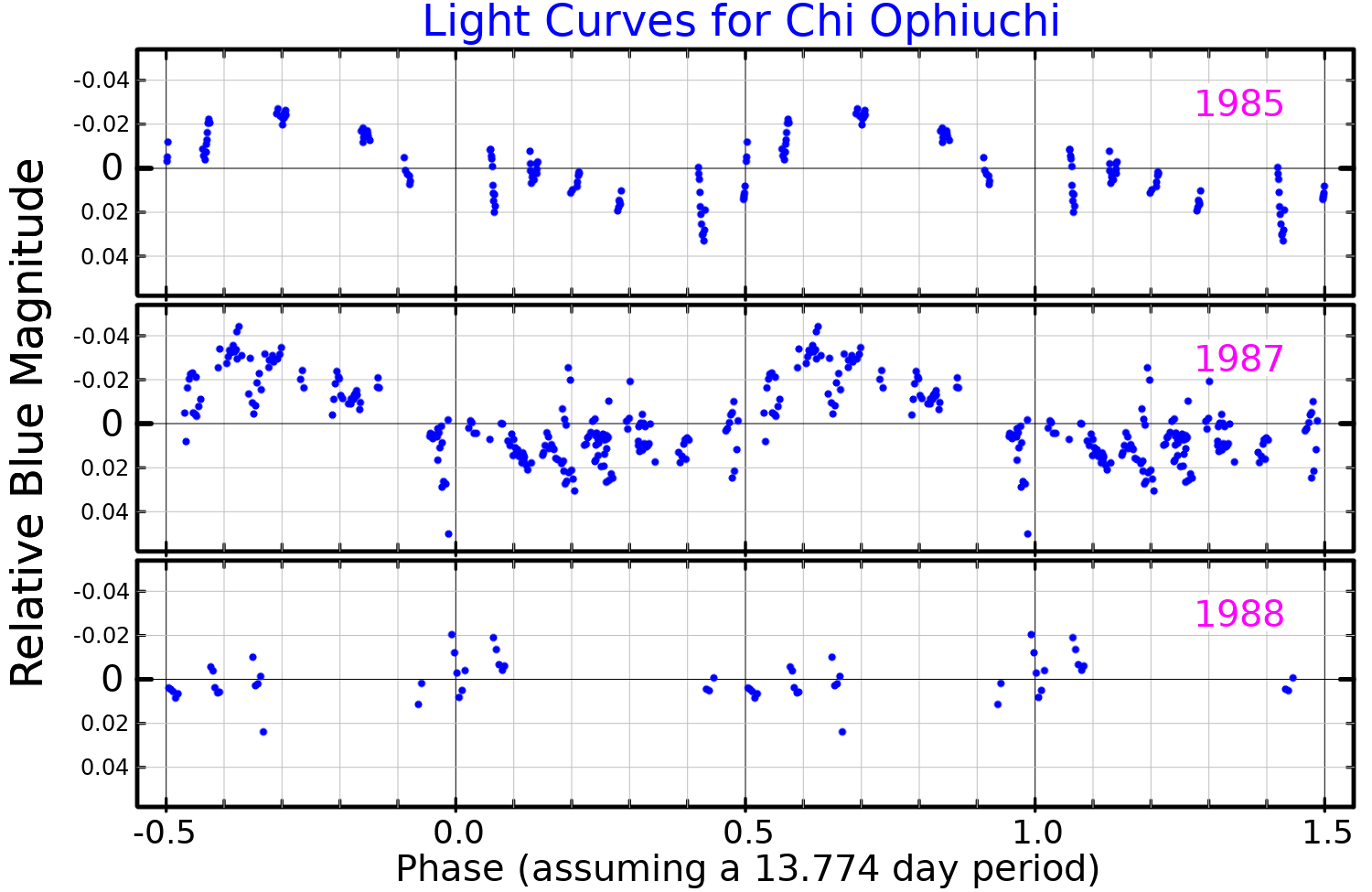
Curvas de luz de la constelación Chi Ophiuchi

Ji Ophiuchi o Chi Ophiuchi (χ Oph / 7 Ophiuchi / HD 148184) es una estrella de magnitud aparente +4,42 situada en la constelación de Ofiuco.
Se encuentra aproximadamente a 626 años luz del sistema solar, perteneciendo a la Asociación Scorpius Superior, subgrupo de la gran asociación estelar de Scorpius-Centaurus.
Ji Ophiuchi es una estrella azul de la secuencia principal de tipo espectral B2 Vne cuya temperatura superficial es 20.900 K.
Considerando una importante cantidad de energía emitida como luz ultravioleta, la luminosidad de Ji Ophiuchi es 10 000 veces superior a la del Sol.
Su radio es 8 veces más grande que el radio solar y su velocidad de rotación es de al menos 115 km/s —siendo este un valor mínimo—, lo que conlleva un período de rotación inferior a 3,4 días.
Tiene una edad aproximada de 20 millones de años, pero al ser una estrella masiva (tiene ~10 veces más masa que nuestro Sol), está terminando la fusión de su hidrógeno interno, evolucionando hacia la fase de subgigante. 
Su masa se halla justo por encima del límite que establece que las estrellas muy masivas finalicen su vida estallando como supernovas.
Ji Ophiuchi es una estrella Be —como Tsih (γ Cassiopeiae) o η Centauri— que sufre pulsaciones no radiales, es decir, unas partes de la superficie estelar se mueven hacia fuera mientras que otras lo hacen hacia dentro.
Ello provoca una variación de brillo casi imperceptible, de 0,03 magnitudes, siendo el período principal de 15,6 horas.
Además, Ji Ophiuchi es una binaria espectroscópica cuyo período orbital es de 139 días.
De la estrella acompañante nada se conoce, salvo que orbita a una distancia media de 1,1 UA de la estrella principal.